# وینس گلگر
وینس گلگر (انگلیسی: Vince Gallagher; ۳۰ آوریل ۱۸۹۹ – ۲۷ ژوئن ۱۹۸۳) قایقران روئینگ اهل ایالات متحده آمریکا بود.